# Kościół Świętych Apostołów Piotra i Pawła w Waśniowie
Kościół Świętych Apostołów Piotra i Pawła w Waśniowie – rzymskokatolicki kościół parafialny znajdujący się w dawnym mieście, obecnie wsi Waśniów, w województwie świętokrzyskim. Należy do dekanatu Szewna diecezji sandomierskiej.
Obecna świątynia murowana została wzniesiona w 1656 roku w stylu późnorenesansowym na miejscu drewnianego kościoła wybudowanego przed 1362 rokiem. Budowla została rozbudowana w 1882 roku. Restaurowano ją w latach 1971–1975. Wyposażenie budowli reprezentuje styl barokowy.